# Medalha da Cruz de São Jorge
A Medalha da Cruz de São Jorge é uma medalha militar portuguesa, criada em 22 de Dezembro de 2000, que se destina a galardoar os militares e civis, nacionais ou estrangeiros, que, no âmbito técnico-profissional, revelem elevada competência, extraordinário desempenho e relevantes qualidades pessoais, contribuindo significativamente para a eficiência, prestígio e cumprimento da missão do Estado-Maior-General das Forças Armadas (EMGFA).
Foi a penúltima das cinco medalhas privativas a ser criadas, para premiar serviços em prol do Estado Maior General das Forças Armadas. Veio após as 3 medalhas privativas dos ramos, criadas em 1985, e antes da medalha privativa do Ministério da Defesa Nacional, criada 2 anos depois, em 2002.

## Classes
O seguinte critério de atribuição aplica-se à concessão da medalha:
- 1.ª Classe (MPCSJ) - oficial general e capitão-de-mar-e-guerra ou coronel
- 2.ª Classe (MSCSJ) - capitão-de-fragata ou tenente-coronel e capitão-tenente ou major
- 3.ª Classe (MTCSJ) - outros oficiais e sargento-mor
- 4.ª Classe (MQCSJ) - outros sargentos e praças